# Тимур (театр, Харків)
Театр «Тимур» (театр дітей «Тимур») — дитячий театр у Харкові.

## Історія
У 1976 р. Василь Сидін, колишній актор харківського ТЮГу, з дітей, які були у списку дитячої кімнати міліції, створив театр, який на початку розташовувався у Будинку культури Комінтернівського району Харкова. Театр отримав назву «Сорванцы». Завдяки керівнику В. Сидіну, були поставлені перші спектаклі, реквізит та костюм до яких робили буквально «з нічого». У театр почали навідуватися мистецтвознавці, актори, журналісти, художники, письменники і поети.
У 1979 р. театр змінив назву на «Тимур» після того, як друг театру Давид Нагорний відкрив для В. Сидіна творчість Гайдара. Театр влився у тимурівський рух, був відкритий музей Аркадія Гайдара та бібліотека-читальня. Театр відвідав з гастролями батьківщину письменника — м. Арзамас. «Радість — людям» — стало девізом театру 1980-х років. Щоліта театр виїздив до таборів праці та відпочинку, де після роботи в полі юні актори давали спектаклі та концерти.
До репертуару театру найчастіше потрапляла дитяча класика Марка Твена, Астрід Ліндгрен, Туве Янсон, Роберта Люїса Стівенсона. Народжуються унікальні спектаклі — «Російські потешки», «Плуф, або Маленький привид», «Пригоди Гуталіна», «Пітер Пен», «Тім Талер, або проданий сміх», «Ковбойська історія», «Пригоди Гекльберрі Фінна», «Том Соєр», «Людвіг і зовсім інші», «Канакапурі».
У 1984 році «Тимур» переїхав до Палацу культури будівельників, де працює і понині. Для акторів театр став справжньою, серйозною, роботою: після репетицій вони самі готувати реквізит і костюми.
У 1987 р. театру «Тимур» було присвоєне почесне звання зразкового. У 80-х репертуар театру змінюється, і з'явилися поетичні вистави «Який прекрасний цей світ!», «Заметіль» М. І. Цвєтаєвої, «Хлопчик і дівчинка», «Я родом не з дитинства — з війни», «Мій божевільний тато», «33 сторінки про любов». Крім того, на кожні новорічні канікули театр ставить нові спектаклі та святкові концерти.
У 1994 році театр набуває іншої спрямованості, і ключовою темою стає духовність, проблеми добра та зла, що змушують замислитись глядача. Змінюється зміст і атмосфера вистав. Так, традиційні Новорічні свята стають Різдвяними: «Ніч перед Різдвом», «Різдвяний дзвіночок», «Готель твого серця», «Різдвяна Земля».
Важливою подією в житті театру стала постановка музичної містерії «Світло Різдвяної Зірки» та поетичної проповіді «Поверни собі Храм». Тепер театр особливо ретельно підбирає репертуар: «Пробудження» та «Щасливий принц» за казкою Оскара Уайльда, «Таємниця шафи» за К. С. Льюїса, «Полліанна» за однойменною повістю Елеонори Портер, «Хайді» Йоганни Шпірі, «Маленький принц» А. Сент-Екзюпері.
Головною проблемою стала проблема збереження в людині людського. Цією проблемою просякнуті вистави «Томасіна», «Зірковий хлопчик», «Діти Ноя», «Сліди на снігу».
У 2004—2006 рр. на «Радіо Слобожанщини» транслювались радіоспектаклі «Повернення маленького принца», «Томасіна».
2007-й рік стає знову змінює образ театру, коли було поставлено спектакль «Сестра моя Русалонька», «Зелене знам'я надії», «Алі паруси» та «Будь ласка, живи!». Тепер театр підіймає надзвичайно складні проблеми моральності суспільства. Спектаклі набувають мелодраматичного характеру з не завжди веселим фіналом.
З 2010-го року театр почав проводити благодійні вистави з метою збирання коштів для тяжко хворих дітей. Для цього був спеціально поставлений спектакль «Будь ласка, живи!». 29-30 жовтня 2010 року театр «Тимур» був на гастролях у Києві, де дав 2 доброчинні спекталі з метою зібрати кошти на медичну техніку для онкохворих дітей 27 листопада 2010 року, в день 60-ти річчя керівника В. Сидіна, був даний спектакль «Будь ласка, живи!», для порятунку життя хворої дівчинки Нікітіної Маргарити, якій після пообіцяв допомогти Геннадій Кернес
Театр відвідав з гастролями багато міст України, Росії, Польщі, серед яких були Київ, Євпаторія, Донецьк, Житомир, Москва, Варшава. Традиційними кожної весни з середини 90-х рр. стають поїздки до Москви до однодумців театру.
12 вересня 2011 року помер художній керівник театру Василь Сидін. Новим художнім керівником став Антон Жиляков — вихованець театру «Тимур».
28 грудня 2011 року відбулась прем'єра нового спектаклю «Брати-лебеді» за мотивами казки Г. К. Андерсена «Дикі лебеді».

## Діяльність
Головною подією року є постановка спектаклів на різдвяні свята.
Під час весняних шкільних канікул театр «Тимур» та однойменний благодійний фонд, заснований театром, проводять фестиваль «Дух дихає, де хоче», в рамках якого свої спектаклі показують дитячі театри з Харкова та інших міст України. Гостями фестивалю стають актори, режисери, музиканти, інші митці та священики різних християнських конфесій. В рамках фестивалю проводяться круглі столи, на яких підіймають теми культури та духовності дитини в сучасному світі. Щоліта актори театру відправляють до табору, який називають заміською дачею «Ковчег», куди також приїздять різні цікаві гості.
Щороку 11 листопада відбувається святкування символічного Дня народження театру. Благодійним фондом «Тимур» бізнесменам, політикам, митцям та журналістам, які допомагали театру або ж зробили значний внесок для розвитку дитячої культури, вручається нагорода «Пробудження», лауреатами якої за ці роки ставали Михайло Пилипчук, Тетяна Дьоміна, Євген Кушнарьов та багато інших.
За роки творчої діяльності «Тимуром» було поставлено більше 80 повнометражних вистав, багато з яких були зіграні на сцені до 50 разів, велика кількість разових постановок, присвячених різноманітним датам та подіям.